# T̀
Cette page contient des caractères spéciaux ou non latins. S’ils s’affichent mal (▯, ?, etc.), consultez la page d’aide Unicode.
T̀ (minuscule : t̀), appelé T accent grave, est un graphème utilisé dans la romanisation de l’alphabet cyrillique ISO 9. Il s’agit de la lettre T diacritée d'un accent grave.

## Représentations informatiques
Le T accent grave peut être représenté avec les caractères Unicode suivants (latin de base, diacritiques), :
| formes    | représentations | chaînes de caractères | points de code | descriptions                                       |
| --------- | --------------- | --------------------- | -------------- | -------------------------------------------------- |
| capitale  | T̀               | T◌̀                    | U+0054 U+0300  | lettre majuscule latine t diacritique accent grave |
| minuscule | t̀               | t◌̀                    | U+0074 U+0300  | lettre minuscule latine t diacritique accent grave |